# Katagami

Katagami (潟上市 Katagami-shi?) este un municipiu din Japonia, prefectura Akita.